# Cholatčachl'
Cholatčachl' o Cholat Sjachyl ("montagna morta" in lingua mansi, in russo Холатчахль? o Холат-Сяхыл) è una montagna sita nel nord della regione degli Urali in Russia. Spesso il nome della montagna viene tradotto come "Montagna dei Morti" o "Montagna della Morte" dando al luogo un aspetto sinistro. Sembra in realtà che il nome derivi dal fatto che è priva di cacciagione. La parola Mansi "Kholat" significa infatti sia "morto" che "magra".
La montagna è oggetto di diverse importanti leggende Mansi.

## Eventi legati al Cholatčachl'

### Incidente del passo Djatlov
Nel febbraio 1959 un gruppo di nove escursionisti guidati da Igor Djatlov morì in circostanze misteriose sul fianco orientale della montagna. Gli investigatori sovietici che si occuparono delle indagini stabilirono che le morti erano state provocate da "una irresistibile forza sconosciuta". Dopo l'incidente la zona fu interdetta per tre anni agli sciatori e a chiunque altro intendesse avventurarvisi. Lo svolgimento dei fatti resta tuttora non chiaro anche per l'assenza di sopravvissuti.

## Leggenda mansi
Una leggenda mansi narra che nove cacciatori mansi, durante una battuta di caccia, avrebbero pernottato una notte sul Cholatčachl'. Sempre secondo la leggenda, il mattino seguente furono trovati tutti morti. A causa di questa leggenda il popolo mansi ritiene la montagna maledetta ed evita di recarvisi o anche solo avvicinarvisi.